# Saint-Cergue
Saint-Cergue é uma comuna suíça do cantão de Vaud, do distrito de Nyon na Suíça.

## Turismo
A cerca de 11 km de Nyon, a localidade encontra-se na estrada do colo da Givrine e no percurso da linha de caminho de ferro; Nyon–St.Cergue–LaCure-Morez

## Desporto
Na comuna encontra algumas pistas de esqui como as do colo da Givrine  e nas  de La Dôle. A região também é muito frequentada para a prática do BTT ou caminhadas na montanha.